# Jeremias Balthasar Wilhelmi
Jeremias Balthasar Wilhelmi (auch: Hieronymus Wilhelmi oder Hieronymus Balthasar Wilhelmi;) * um 1675 wohl eher 1667 in Gotha; = 29. April 1733 in Ilmenau (laut Sterbeeintrag „seines Alters 66 Jahre und 19 Wochen“) war ein vielseitig tätiger deutscher Metallkünstler, Gold- und Silberschmied sowie Medailleur.

## Leben
Jeremias Balthasar Wilhelmi war ein Schüler von Christian Wermuth und wirkte unter diesem in dessen ersten Jahren in der Münzstätte Gotha. Er ging 1695 als Goldschmied und Münzeisenschneider nach Ilmenau und wirkte dort an der Sächsischen Münzstätte. Dort wirkte er ab 1717 als Münzmeister. Unterdessen tätigte er ab 1701 auch Auftragsarbeiten für Mühlhausen.
Das Allgemeine Künstlerlexikon nennt für Wilhelmi zudem die Berufsbezeichnungen Goldarbeiter, Goldschmied, Silberarbeiter, Silberschmied, Münzschneider, Eisenschneider und Siegelschneider. Wilhelmis am 3. November 1713 in Ilmenau geborene Tochter Maria Christina Wilhelmi heiratete am 12. Februar 1732 den Münzeisenschneider Johann Wolfgang Heinrich Stockmar (1707–1785). Das von Hans Heinrich Füssli im Jahr 1818 herausgegebene Allgemeine Künstlerlexikon ... geht von zwei aufeinanderfolgenden gleich- oder ähnlichnamigen Künstlern Wilhelmi in der Sächsischen Münzstätte zu Ilmenau aus.